# ロザリオ・ドーソン
ロザリオ・ドーソン（Rosario Dawson, 1979年5月9日 - ）は、アメリカ合衆国の女優。

## 来歴
ニューヨーク州ニューヨークにて、プエルトリコ人とキューバ人の混血である母親とネイティブ・アメリカン、アイルランド人の混血である父親のもとに生まれる。ロザリオを生んだ時母親は16歳で、父親である男性とは結婚しなかった。ロザリオが1歳の時に母親が建築作業員の男性と結婚し、その元で育つ。
家の前のポーチに座っていたところをスカウトされて『KIDS/キッズ』でデビューし、高い評価を得る。その後、本格的にリー・ストラスバーグ演劇学校で学ぶ。『レント』、『ラストゲーム』、『メン・イン・ブラック2』など自主映画から大作まで幅広く出演し、スターとなっていった。
2005年、人気ミュージカル『レント』の映画化『レント』において、舞台版でミミ役を演じたダフネ・ルービン＝ヴェガが妊娠で降板したためドーソンが映画版でミミ役を演じることとなった。
以後、クエンティン・タランティーノ、ケヴィン・スミス、オリヴァー・ストーン、ロバート・ロドリゲス、スパイク・リーなどの作品に出演、コメディからシリアスまで、幅広い演技を見せている。

## 私生活
俳優のジェイソン・ルイスと交際するが2006年に別れている。2012年より映画『トランス』の監督ダニー・ボイルと交際している。
2014年、12歳の女の子の養母となる。
2019年3月、コリー・ブッカー上院議員との交際を明らかにした。ふたりは2020年より同棲していたが、2022年2月、破局を発表した。

## フィルモグラフィ

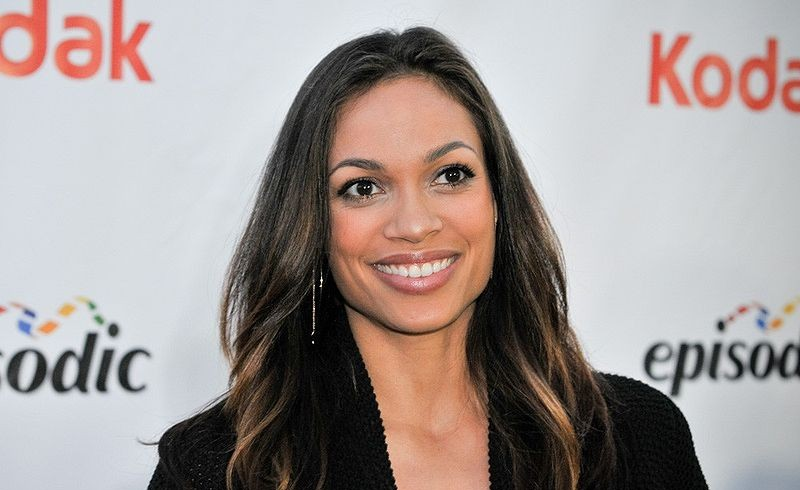
2009年

### 映画
| 年   | 題名                                                                                      | 役名                                  | 備考                                                      | 吹替                                 |
| ---- | ----------------------------------------------------------------------------------------- | ------------------------------------- | --------------------------------------------------------- | ------------------------------------ |
| 1995 | KIDS/キッズ Kids                                                                          | ルビー                                |                                                           | （吹き替え版なし）                   |
| 1998 | ラストゲーム He Got Game                                                                  | ララ・ボニラ                          | 茂呂田かおる                                              |                                      |
| 1999 | ハイスクール・ジャック 怒りの教室 Light It Up                                             | ステファニー・ウィリアムズ            | 日本劇場未公開                                            | 甲斐田裕子                           |
| 2001 | プッシーキャッツ Josie and the Pussycats                                                  | ヴァレリー・ブラウン                  | 日本劇場未公開                                            | （吹き替え版なし）                   |
| 2001 | サイドウォーク・オブ・ニューヨーク Sidewalks of New York                                  | マリア                                |                                                           | 朴璐美                               |
| 2001 | チェルシーホテル Chelsea Walls                                                            | オードリー                            | 斎藤恵理                                                  |                                      |
| 2002 | ロード・トゥ・ヘル Ash Wednesday                                                          | グレイス                              | 日本劇場未公開                                            | よのひかり                           |
| 2002 | シリコンバレーを抜け駆けろ! The First $20 Million Is Always the Hardest                   | アリサ                                | 日本劇場未公開                                            | （吹き替え版なし）                   |
| 2002 | メン・イン・ブラック2 Men in Black II                                                     | ローラ・ヴァスケス                    |                                                           | 本田貴子（劇場公開版、テレビ朝日版） |
| 2002 | プルート・ナッシュ The Adventures of Pluto Nash                                           | ディーナ・レイク                      | 本田貴子                                                  |                                      |
| 2002 | 25時 25th Hour                                                                            | ナチュレル・リヴェラ                  | 本田貴子                                                  |                                      |
| 2003 | シークレットサービス This Girl's Life                                                     | Martine                               | 日本劇場未公開                                            |                                      |
| 2003 | ニュースの天才 Shattered Glass                                                            | アンディ・フォックス                  |                                                           | 伊藤亜矢子                           |
| 2003 | ランダウン ロッキング・ザ・アマゾン The Rundown                                           | マリアナ                              | 田野恵（ソフト版） 安藤麻吹（テレビ東京版）               |                                      |
| 2004 | アレキサンダー Alexander                                                                  | ロクサネ                              | もたい陽子                                                |                                      |
| 2005 | シン・シティ Sin City                                                                     | ゲイル                                | 本田貴子                                                  |                                      |
| 2005 | レント Rent                                                                               | ミミ                                  | 武田華（Netflix版）                                       |                                      |
| 2006 | クラークス2/バーガーショップ戦記 Clerks II                                                | ベッキー・スコッツ                    | 日本劇場未公開、DVD発売なし、CSチャンネルで放送されたのみ | （吹き替え版なし）                   |
| 2006 | シティ・オブ・ドッグス A Guide to Recognizing Your Saints                                 | ローリー                              | 日本劇場未公開                                            | （吹き替え版なし）                   |
| 2007 | デス・プルーフ in グラインドハウス Death Proof                                            | アバナシー                            |                                                           | 高山佳音里                           |
| 2007 | Descent                                                                                   | Maya                                  | 兼製作                                                    | N/A                                  |
| 2008 | イーグル・アイ Eagle Eye                                                                  | ゾーイ・ペレス                        |                                                           | 本田貴子                             |
| 2008 | キルショット Killshot                                                                     | ドナ                                  | 日本劇場未公開                                            | 雨谷和砂                             |
| 2008 | 7つの贈り物 Sevenpounds                                                                   | エミリー・ポーサ                      |                                                           | 本田貴子                             |
| 2009 | ワンダーウーマン Wonder Woman                                                             | アルテミス                            | 声の出演                                                  | （吹き替え版なし）                   |
| 2010 | パーシー・ジャクソンとオリンポスの神々 Percy Jackson & the Olympians: The Lightning Thief | ペルセポネー                          |                                                           | 斎藤恵理                             |
| 2010 | アンストッパブル Unstoppable                                                              | コニー・フーバー                      | 本田貴子                                                  |                                      |
| 2011 | トラブルナイト in L.A. Girl Walks Into a Bar                                              | ジューン                              | 日本劇場未公開                                            |                                      |
| 2011 | Mr.ズーキーパーの婚活動物園 Zookeeper                                                     | ケイト                                | 日本劇場未公開                                            | 田村聖子                             |
| 2011 | ワン・ナイト 10 Years                                                                     | メアリー                              | 日本劇場未公開                                            |                                      |
| 2012 | ファイヤー・ウィズ・ファイヤー 炎の誓い Fire with Fire                                    | タリア・ダラム                        |                                                           | 雨谷和砂                             |
| 2013 | トランス Trance                                                                           | エリザベス                            | 東條加那子                                                |                                      |
| 2013 | ギミー・シェルター Gimme Shelter                                                          | ジューン                              | 日本劇場未公開                                            | 吉田麻実                             |
| 2014 | インフェクション/感染 Parts Per Billion                                                   | ミア                                  |                                                           |                                      |
| 2014 | シン・シティ 復讐の女神 Sin City: A Dame to Kill For                                      | ゲイル                                | 本田貴子                                                  |                                      |
| 2014 | トップ・ファイブ Top Five                                                                 | チェルシー・ブラウン                  | 日本劇場未公開                                            | （吹き替え版なし）                   |
| 2014 | ティンカー・ベルと流れ星の伝説 Tinker Bell and the Legend of the NeverBeast               | ネックス                              | ビデオアニメ映画 声の出演                                 | 宇乃音亜季                           |
| 2014 | 白い沈黙 The Captive                                                                      | ニコール・ダンロップ                  |                                                           | 本田貴子                             |
| 2015 | ジャスティス・リーグ:アトランティスの進撃 Justice League: Throne of Atlantis              | ダイアナ・プリンス / ワンダーウーマン | ビデオアニメ映画 声の出演                                 |                                      |
| 2015 | プエルトリカン・イン・パリ Puerto Ricans in Paris                                         | ヴァネッサ                            |                                                           |                                      |
| 2016 | ジャスティス・リーグ VS. ティーン・タイタンズ Justice League vs. Teen Titans              | ダイアナ・プリンス / ワンダーウーマン | ビデオアニメ映画 声の出演                                 |                                      |
| 2016 | Ratchet & Clank                                                                           | Elaris                                |                                                           | N/A                                  |
| 2017 | ジャスティス・リーグ:ダーク Justice League Dark                                           | ダイアナ・プリンス / ワンダーウーマン | ビデオアニメ映画 声の出演                                 |                                      |
| 2017 | レゴバットマン ザ・ムービー The Lego Batman Movie                                         | バーバラ・ゴードン / バットガール     | 声の出演                                                  | 沢城みゆき                           |
| 2017 | アンフォゲッタブル Unforgettable                                                          | ジュリア・バンクス                    | 日本劇場未公開                                            | （吹き替え版なし）                   |
| 2018 | ホワイト・ボイス Sorry to Bother You                                                      | エレベーターの音声案内                | 声の出演                                                  | TBA                                  |
| 2018 | デス・オブ・スーパーマン The Death of Superman                                            | ダイアナ・プリンス / ワンダーウーマン | ビデオアニメ映画 声の出演                                 |                                      |
| 2019 | サムワン・グレート 〜輝く人に〜 Someone Great                                             | ハンナ・デイヴィス                    |                                                           | TBA                                  |
| 2019 | ワンダーウーマン:ブラッドライン Wonder Woman: Bloodlines                                  | ダイアナ・プリンス / ワンダーウーマン | ビデオアニメ映画 声の出演                                 |                                      |
| 2019 | Jay and Silent Bob Reboot                                                                 | Reggie Faulken                        |                                                           | N/A                                  |
| 2019 | ゾンビランド:ダブルタップ Zombieland: Double Tap                                          | ネバダ                                | 藤貴子                                                    |                                      |
| 2020 | ジャスティス・リーグ・ダーク: アポコリプス・ウォー Justice League Dark: Apokolips War     | ダイアナ・プリンス / ワンダーウーマン | 声の出演                                                  | （吹き替え版なし）                   |
| 2020 | ウォーターマン The Water Man                                                              | メアリー・ブーン                      |                                                           | （吹き替え版なし）                   |
| 2021 | スペース・プレイヤーズ Space Jam: A New Legacy                                            | ダイアナ・プリンス / ワンダーウーマン | 声の出演                                                  | 甲斐田裕子                           |
| 2022 | クラークス3 Clerks III                                                                    | ベッキー・スコッツ                    |                                                           | （吹き替え版なし）                   |
| 2023 | ホーンテッドマンション Haunted Mansion                                                    | ギャビー                              | 田村睦心                                                  |                                      |
| 2024 | The 4:30 Movie                                                                            | Aunt Connie                           |                                                           |                                      |
| TBA  | Midnight                                                                                  | TBA                                   | 兼製作                                                    |                                      |

### テレビシリーズ
| 年        | 題名                                                       | 役名                 | 備考                                     | 吹き替え           |
| --------- | ---------------------------------------------------------- | -------------------- | ---------------------------------------- | ------------------ |
| 2008      | GEMINI DIVISION ジェミナイ・ディビジョン Gemini Division   | アンナ・ディアス     | 計50話出演 兼製作総指揮                  |                    |
| 2015-2016 | Marvel デアデビル Marvel's Daredevil                       | クレア・テンプル     | 計8話出演                                | 本田貴子           |
| 2015      | Marvel ジェシカ・ジョーンズ Marvel's Jessica Jones         | クレア・テンプル     | 計1話出演                                | 本田貴子           |
| 2016-2018 | Marvel ルーク・ケイジ Marvel's Luke Cage                   | クレア・テンプル     | 計11話出演                               | 本田貴子           |
| 2017      | Marvel アイアン・フィスト Marvel's Iron Fist               | クレア・テンプル     | 計6話出演                                | 本田貴子           |
| 2017      | Marvel ザ・ディフェンダーズ Marvel's The Defenders         | クレア・テンプル     | ミニシリーズ、計6話出演                  | 本田貴子           |
| 2019      | ウィアード・シティ Weird City                              | デルト               | 計1話出演                                |                    |
| 2020      | ラスト・キッズ・オン・アース The Last Kids on Earth        | レゾック             | 声の出演                                 |                    |
| 2020      | マンダロリアン The Mandalorian                             | アソーカ・タノ       | 第2シーズン第5話「ジェダイ」             | 伊藤静             |
| 2021      | DOPESICK アメリカを蝕むオピオイド危機 Dopesick             | ブリジット・マイヤー | ミニシリーズ                             | （吹き替え版なし） |
| 2022      | ボバ・フェット/The Book of Boba Fett The Book of Boba Fett | アソーカ・タノ       | 第6話「チャプター6：砂漠から来た流れ者」 | 伊藤静             |
| 2022      | DMZ ニューヨーク非武装地帯 DMZ                             | アルマ・オルテガ     | 計4話出演                                | 小林ゆう           |
| 2022      | ラブ、デス&ロボット Love, Death & Robots                   | ガリーナ・ミルヌイ   | 第3シーズン第6話「巣」                   | 行成とあ           |
| 2023      | アソーカ Ahsoka                                            | アソーカ・タノ       | メイン                                   | 伊藤静             |
| 2024      | ターミネーター0 Terminator Zero                            | ココロ               | 声の出演                                 | 種崎敦美           |

## 受賞歴
2005年、映画『レント』のミミ役でサテライト賞映画助演女優賞を受賞した。